# Karl Scherer (Politiker, 1862)
Karl Scherer (* 5. Februar 1862 in Höchst im Odenwald; † 10. November 1931 in Darmstadt) war ein hessischer Gutsbesitzer und Politiker (NLP) und Abgeordneter der 2. Kammer der Landstände des Großherzogtums Hessen.
Karl Scherer war der Sohn des Müllers Georg Karl Scherer und dessen Ehefrau Anna Margaretha, geborene Friedrich verwitwete Hofferberth. Scherer, der evangelischen Glaubens war, war Müller in Höchst und heiratete am 6. August 1898 Eva Maria geborene Wolf.
Von 1892 bis 1893 gehörte er der Zweiten Kammer der Landstände an. Er wurde für den Wahlbezirk Starkenburg 3/Höchst gewählt.